# بتی گابریل
بتی گابریل بازیگر آمریکایی است. او در چندین فیلم و سریال تلویزیونی بازی کرده‌است. گابریل بیشتر در فیلم‌های بلوم هاوس پروداکشنز دیده شده‌است.

## زندگی و تحصیلات
گابریل در واشینگتن دی سی متولد شد و در پیتسبورگهای پنسیلوانیا و هایتسویل، مریلندهای مریلند بزرگ شده‌است.
در سال ۲۰۰۲ گابریلاز دانشگاه ایالتی آیووا، کارشناسی در علوم حیوانات گرفت. پس از کالج، گابریل به شیکاگو مهاجرت کرد تا رقص مدرن و کار به عنوان یک بازیگر در شیکاگو تئاتر جامعه را مطالعه کند. در سال ۲۰۰۸ او فارغ‌التحصیل از هنرستان Conservatory at Act One شد. در سال ۲۰۰۹ او فارغ‌التحصیل از مدرسه در Steppenwolf شد.
در سال ۲۰۱۴ او GrDip در درام از جولیارد دریافت کرد که بخشی از گروه ۴۳ بوده‌است.

## فیلم‌شناسی
| سال       | عنوان                   | نقش                   | یادداشت               |
| --------- | ----------------------- | --------------------- | --------------------- |
| ۲۰۰۹      | میدنهد                  | Isabeau               | فیلم کوتاه            |
| ۲۰۱۱      | در بیاد                 | Kayla                 |                       |
| ۲۰۱۳      | او راه معروف تر از شما  | Hairstylist           |                       |
| ۲۰۱۵      | آزمایش                  | سالی                  |                       |
| ۲۰۱۶      | The Purge: انتخابات سال | Laney Rucker          |                       |
| ۲۰۱۶      | دختران خوب شورش         | دنیس                  | ۷ قسمت                |
| ۲۰۱۶      | ۱۲ مرگبار روز           | بید راسل              | TV miniseries; 2 قسمت |
| ۲۰۱۷      | خارج شدن                | جورجینا               |                       |
| ۲۰۱۷      | فراتر از افق            | جونز                  |                       |
| ۲۰۱۸      | منحرف بهشت              | شرلی                  |                       |
| ۲۰۱۸      | Unfriended: Dark Web    | Nari                  |                       |
| ۲۰۱۸      | ارتقاء                  | کورتز                 |                       |
| ۲۰۱۸      | ۲۰۱۹                    | یک بزرگراه رو تمیز کن | کورتز                 |
| Westworld | Maling                  | ۳ قسمت                |                       |
| TBA       | سرمایه انسانی           | فیلمبرداری            |                       |
| TBA       | همتای                   | نیا معبد              |                       |
| TBA       | ستون فقرات از شب        |                       |                       |

## تئاتر
- 2004: Black Nativity با Langston Hughes در گودمن تئاتر (شیکاگو، IL)
- ۲۰۰۸: فضا توسط لورا Jacqmin در کنار پروژه تئاتر (شیکاگو، IL)
- 2008: پلوتون یک سیاره توسط لورا Jacqmin در اطراف Coyote گالری (شیکاگو، IL)[۱۱][۱۲]
- 2009: کمدی اشتباهات توسط ویلیام شکسپیر در تعقیب پارک تئاتر (شیکاگو، IL)[۱۳]